# Palau de Cnossos

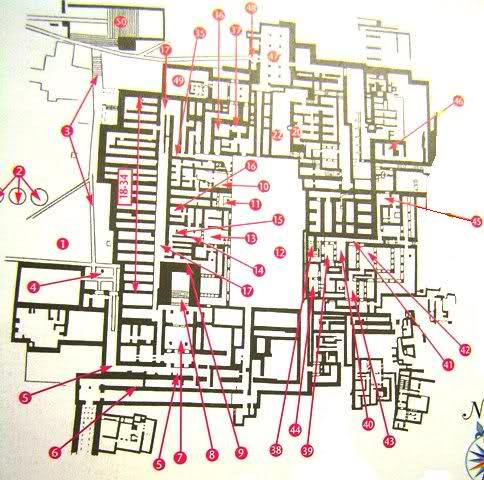
Plànol del palau

El Palau de Cnossos és el més important dels palaus minoics de Creta.
Fou construït vers el 1900 aC en un indret habitat des del Neolític i destruït per un terratrèmol abans del 1700 aC. Aquesta és la forquilla cronològica de la fase dita «dels primers palaus».
La reconstrucció posterior a 1700 aC enceta la fase dita dels «segons palaus», que s'estén fins al 1450 aC. Aquesta fase és la de major esplendor del palau de Cnossos.
La fase tardana del palau abasta de 1450 aC fins al 1300 aC quan fou abandonat per ser reutilitzat després pels dòrics i romans. L'ocupació del lloc es mantingué fins al període romà d'Orient.
La seva superfície és d'uns 17.400 m² construïts i té unes 1.500 habitacions. A l'oest i sud, un mur el delimita, però no era una muralla defensiva.

## Història de jaciment
És situat a uns cinc quilòmetres al sud de Càndia, en un lloc antigament conegut com a Turó de Kefala.
Les primeres excavacions les va dur a terme Minos Kalokairinos el 1878. A ell es deu la identificació del lloc amb el mític palau del rei Minos. Però la història del jaciment va estretament lligada a la figura del britànic Arthur Evans, que el 1898 comprà els terrenys on és situat. Fins i tot, Evans es va construir una casa per a ell allà mateix (Vil·la Ariadna). Les excavacions van iniciar-se el 1900 i van continuar de manera pràcticament ininterrompuda (només amb el parèntesi de la Primera Guerra Mundial) fins a l'any 1930, quan el jaciment ja havia assolit un aspecte molt proper a l'actual. Hi va participar un nombrós equip pluridisciplinari, sempre sota la direcció d'Evans. Entre 1921 i 1936 Evans publicà l'obra The Palace of Minos per donar a conèixer els resultats de les seves excavacions.
Les excavacions d'Evans a Cnossos són una de les grans fites de l'arqueologia moderna, però no per això estan exemptes de polèmica. L'aspecte més controvertit de la intervenció d'Evans són les reconstruccions d'alguns elements del palau fetes amb materials que no tenen res a veure amb els originals, com ara el formigó, i a vegades amb poca base arqueològica (sobretot al sector de la Sala del Tron). Aquestes reconstruccions condicionen molt la percepció de tot el conjunt arqueològic. És així mateix molt discutida la reconstrucció de les pintures murals i particularment la interpretació del seu intens cromatisme.
Després de la retirada d'Evans el 1930 i de la Segona Guerra Mundial, van prosseguir-hi les intervencions, moltes a càrrec d'arqueòlegs britànics, però sense aportar canvis substancials en la configuració del jaciment. L'any 2000 la propietat dels terrenys passà a mans de l'estat grec.
La major part dels objectes trobats al palau de Cnossos, incloses les famoses pintures murals, s'exposen al Museu Arqueolòcic de Càndia.

## Estructura

### Ala oest

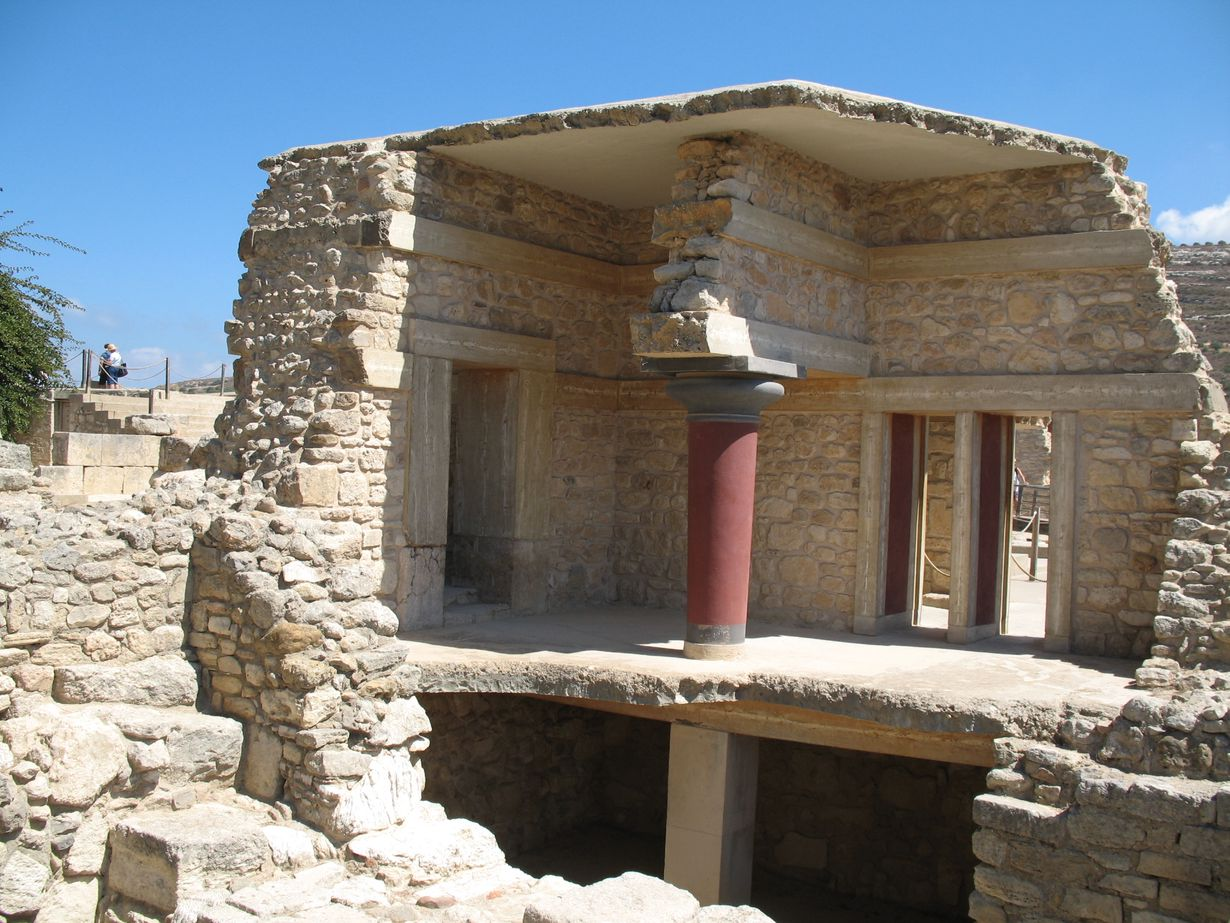
Propileu oest

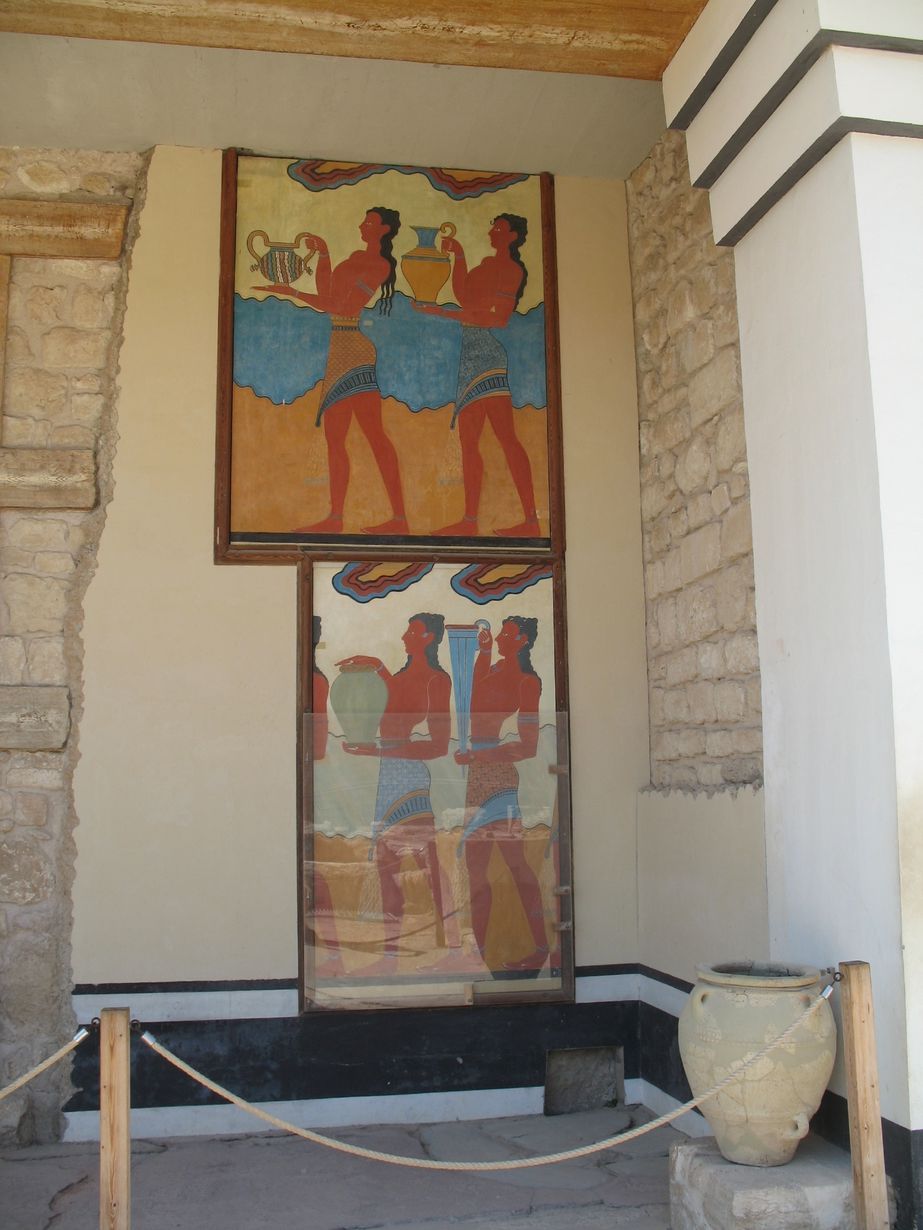
Portadors d'ofrenes en el propileu sud

En aquesta zona, ens trobam amb tres pous (koulourès), on es dipositaven els objectes de culte i les ofrenes (plànol del palau núm. 2).
Per la zona oest, s'accedeix al palau pel propileu oest (plànol del palau núm. 4), on segurament el rei rebia els visitants. Aquesta entrada tenia dos pisos i l'entrada s'efectuava pel de baix. En aquest propileu, hi havia una pintura al fresc amb el tema del joc del bou. A l'ala oest també és on es va trobar el fresc de Les dones de blau.

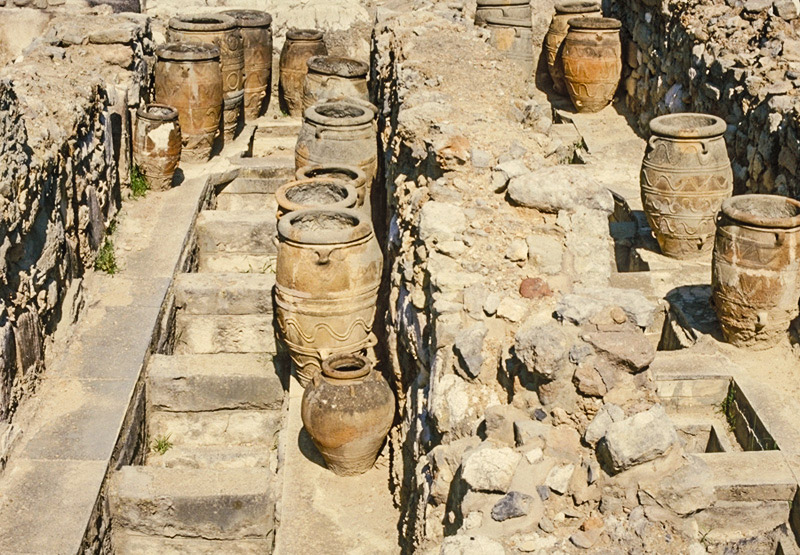
Magatzems del palau

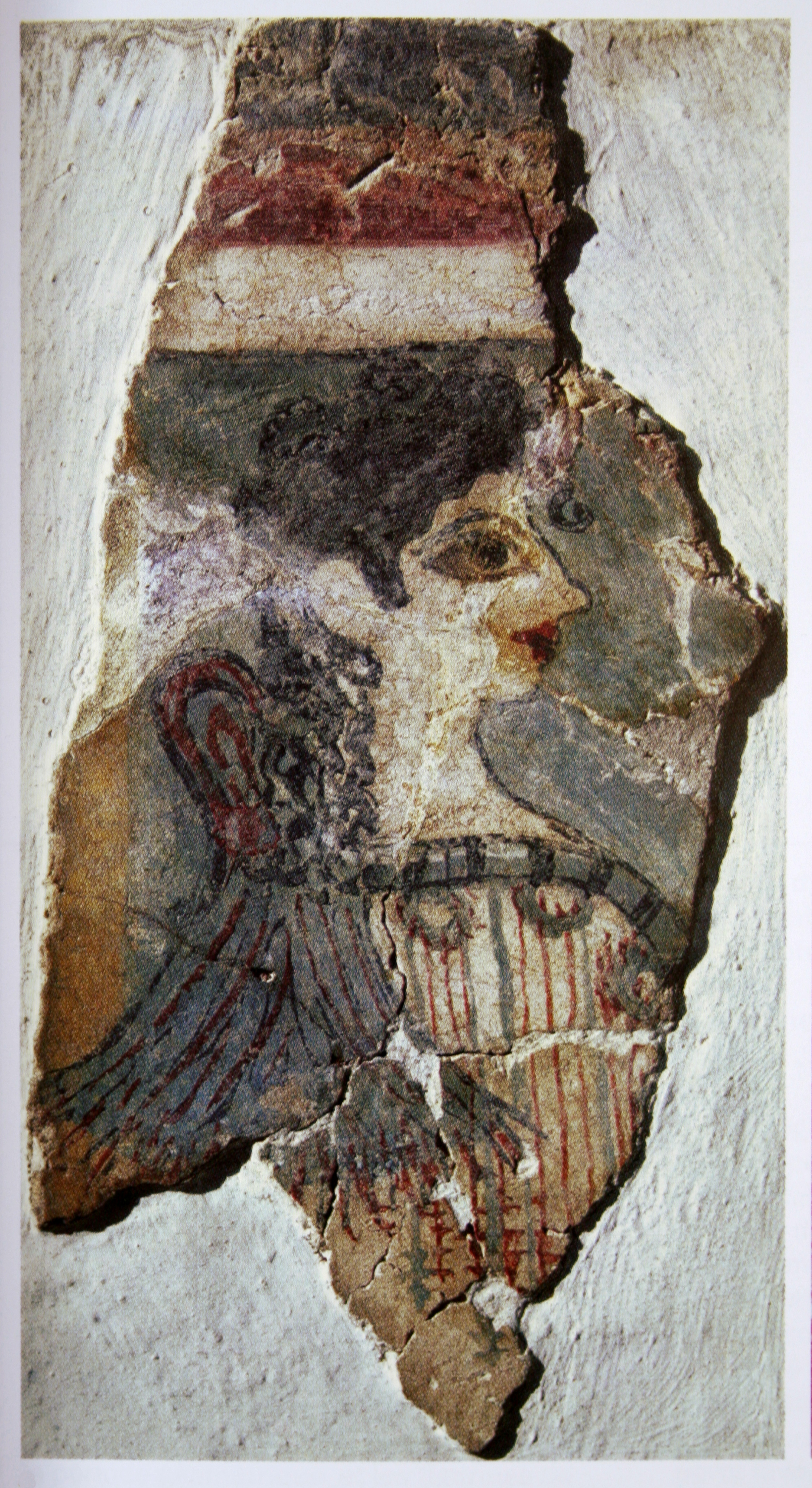
La Parisenca

Una porta duia al corredor de la processó, anomenat així perquè estava decorat amb una pintura al fresc, en què joves d'ambdós sexes eren portadors d'ofrenes valuoses (es pot veure en part per una reproducció, ja que l'original, com d'altres, és al museu d'Herakleion). Aquest té forma de L, i ens porta a l'entrada sud del pati si giram cap al nord, o a l'entrada sud del palau si giram cap al sud (plànol del palau núm. 6).
A la zona oest, també es troben els magatzems (plànol del palau núm. 18-34), on hi havia uns grans recipients amb una capacitat màxima de 2.500 litres, que contenien productes agrícoles. Damunt els magatzems, es trobava un segon pis o pis noble.
Els magatzems comunicaven amb els santuaris a nivell de carrer. Els murs estaven decorats amb símbols religiosos. Damunt els magatzems, hi havia les habitacions oficials, entre les restes de les quals podem trobar la pintura al fresc la Parisenca, una de les pintures més conegudes i atractives de Cnossos.

#### Saló del Tron

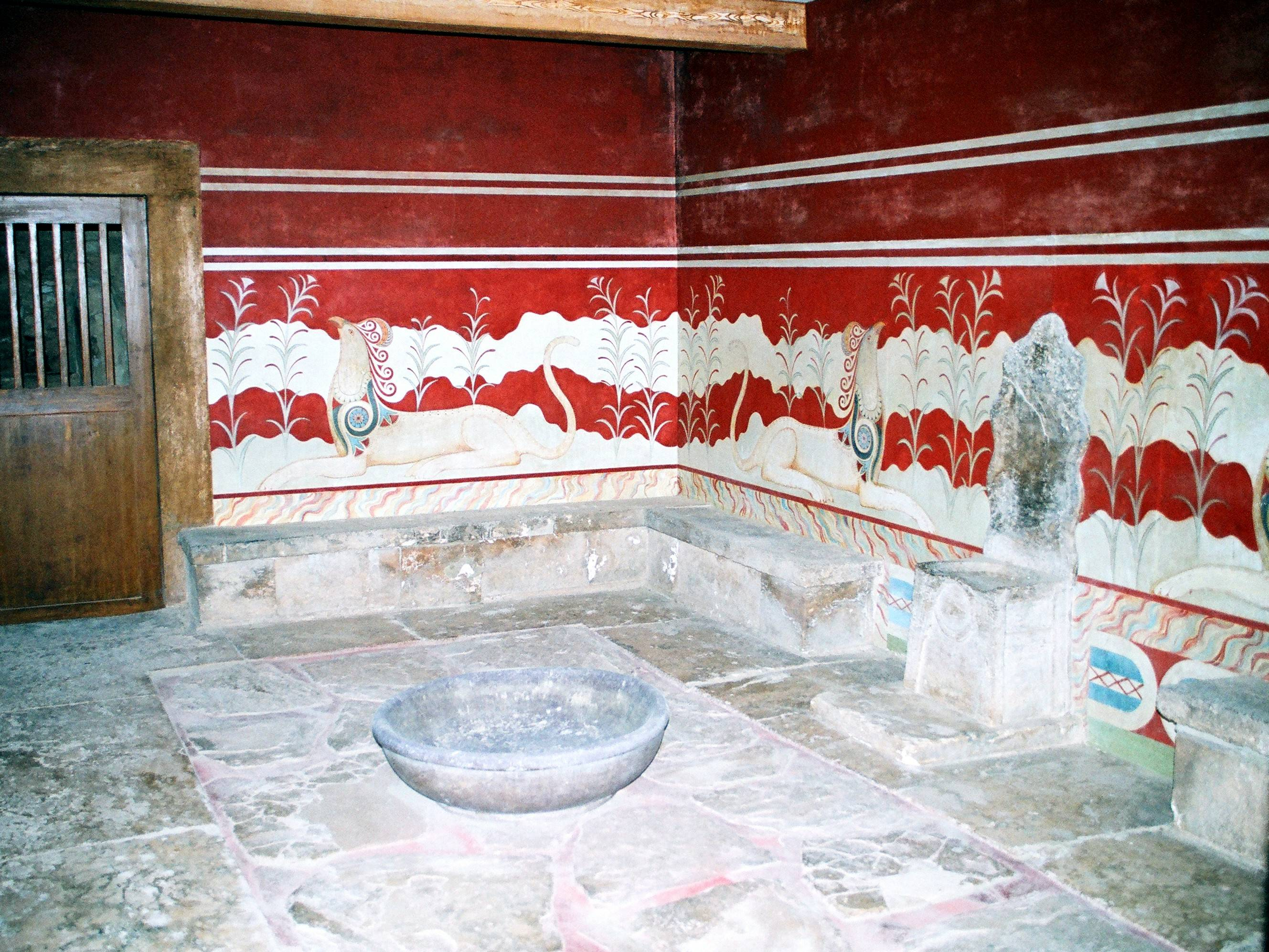
Saló del Tron

Des del pati central (plànol del palau núm.12) cap a l'oest, ens trobam amb una petita habitació anomenada Saló del Tron (plànol del palau núm. 10). En aquesta habitació, hi ha una bancada que recorre els murs i que s'interromp en un punt on hi ha un tron amb un alt respatller fet d'alabastre. La importància de l'habitació queda reflectida per la decoració pictòrica de les parets, on es representen grifons, animals fantàstics utilitzats com a símbols de la divinitat i la reialesa.
Molt a prop del saló del tron, hi ha el santuari del palau i la cambra del tresor.

### Ala sud

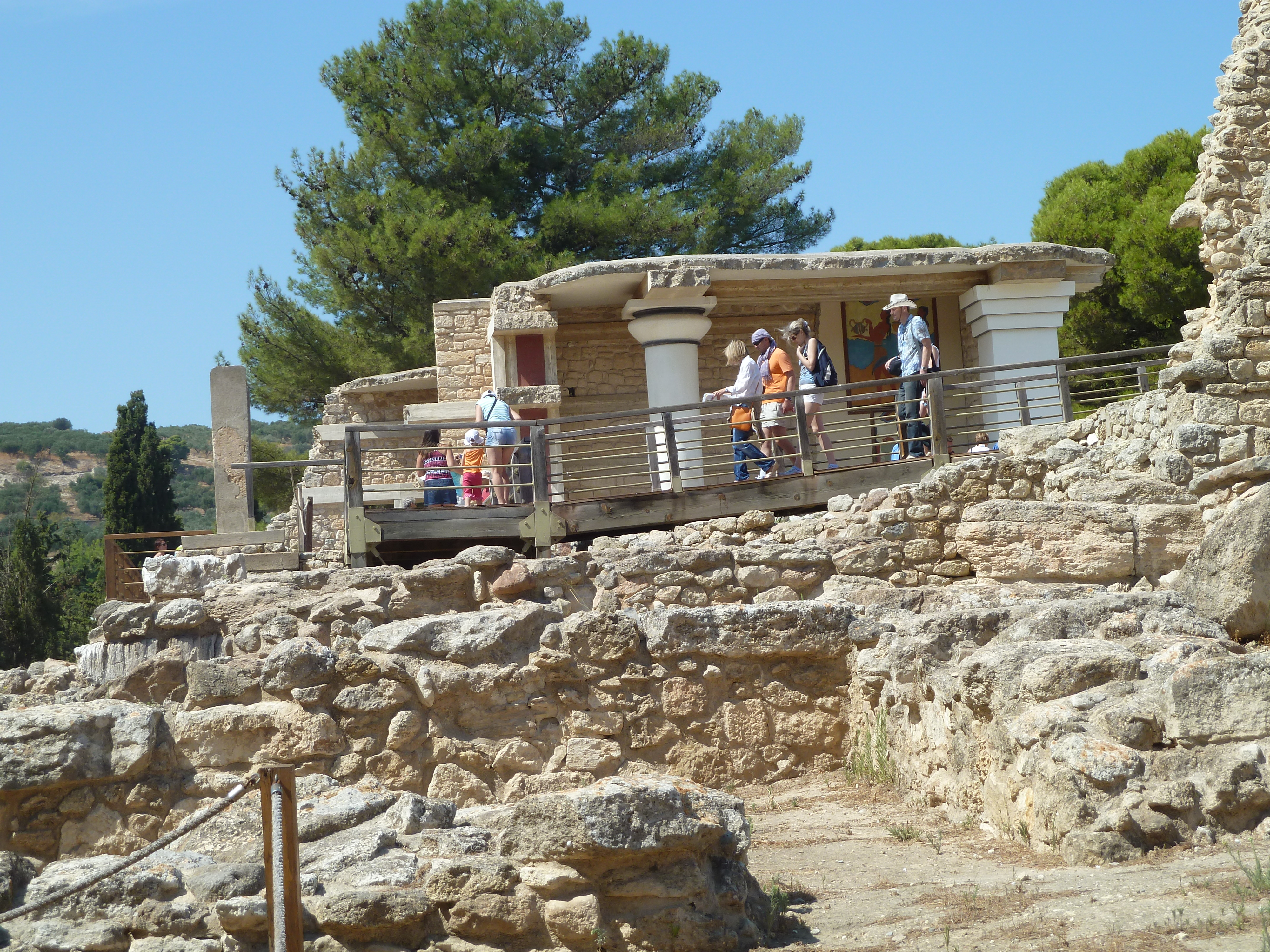
Propileu sud

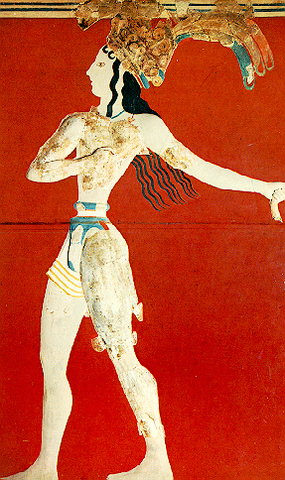
Príncep dels lliris

A mitjan camí del segon tram del corredor de la processó, cap al nord, ens trobam amb el propileu sud. En aquest propileu, continuava el fris de les processons, del qual només ha quedat en acceptables condicions el coper reial.
El propileu sud estava construït de pedra i morter de fang combinat amb fusta i amb unes parets d'1 metre de gruixa. Es tracta d'una seqüència de dos salons, l'exterior de 8,5 m de fondària i l'interior de 4,3 m. A continuació dels dos salons, hi havia una escala cap al pis superior (plànol del palau núm. 8), que donava al santuari de les tres columnes (plànol del palau núm. 9).
Al final del corredor de la processó, girant a l'esquerra, s'arribava al pati central (plànol del palau núm.12).
Paral·lel a aquest corredor, hi havia el corredor del Príncep dels lliris (plànol del palau núm. 6). Es coneix per aquest nom per la pintura al fresc que hi ha a la paret.

### Ala est

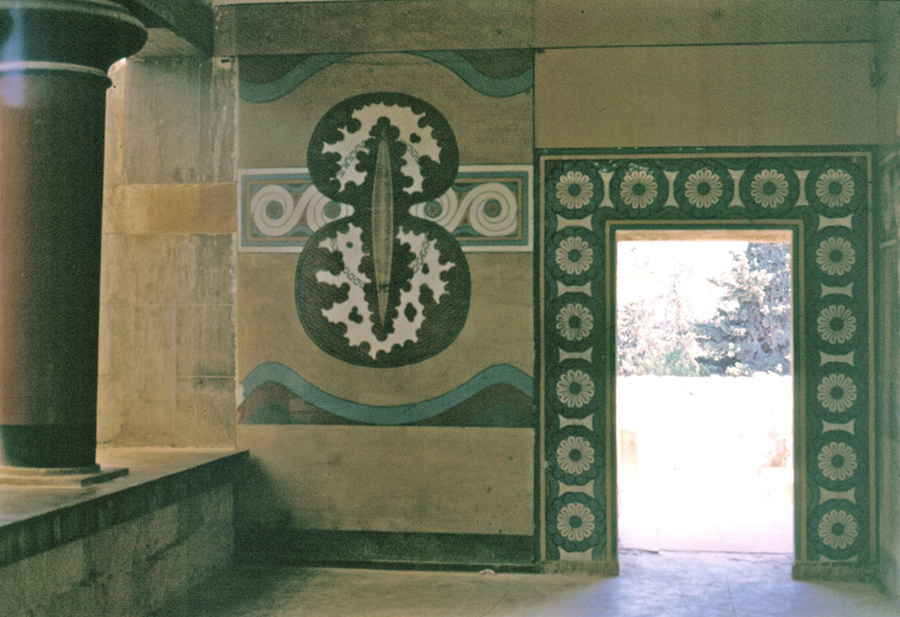
Dibuix d'un destral doble

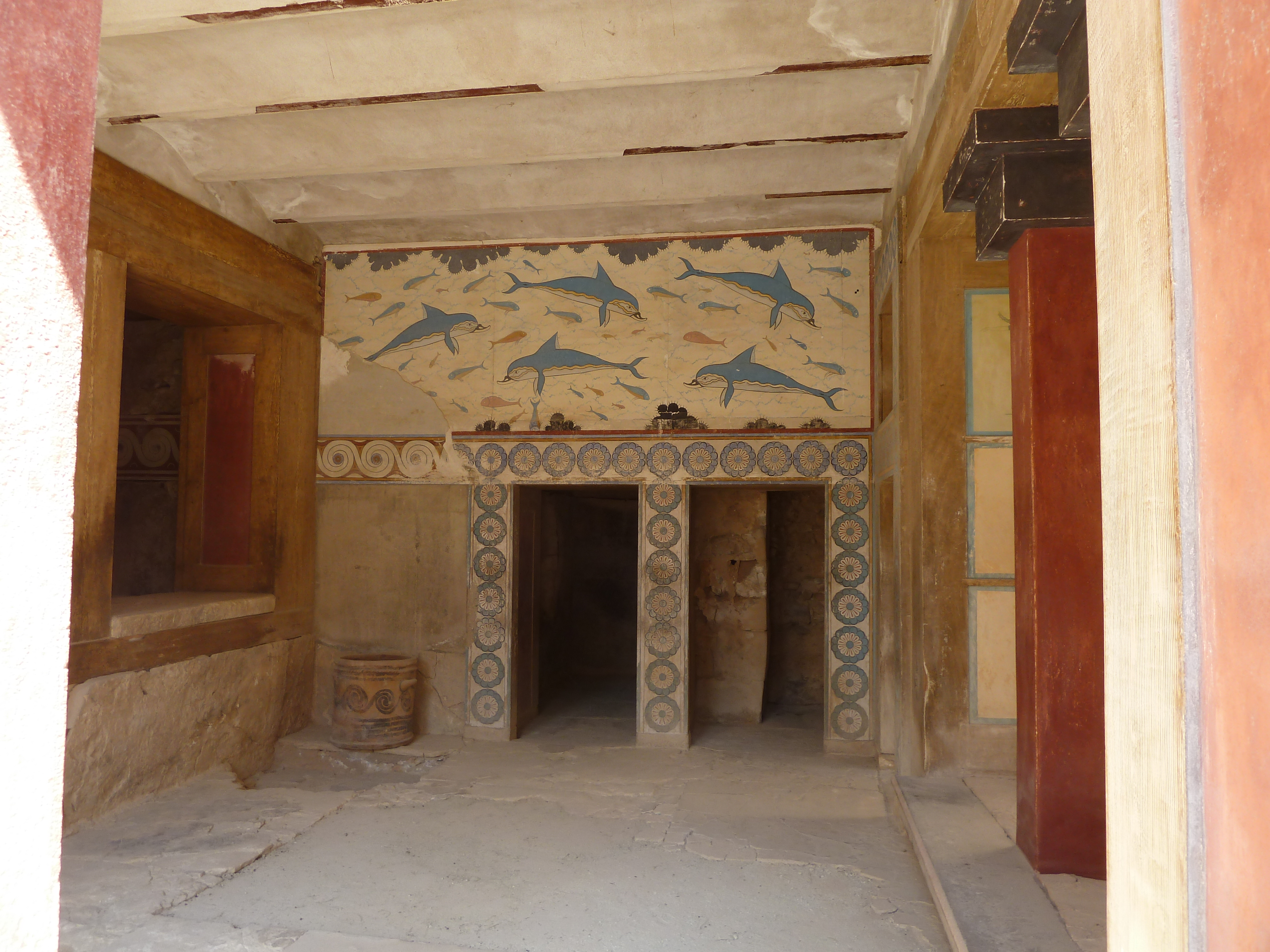
Mègaron de la reina

L'ala est és construïda sobre el pendent del turó i té quatre nivells.
La part principal d'aquesta ala, la constitueixen les habitacions residencials, distribuïdes en diversos pisos i disposades de forma escalonada turó avall. Des del pati central, una gran escala (plànol del palau núm. 38) donava accés a aquestes habitacions.
Les habitacions residencials són petites cambres reunides en conjunts majors, al voltant d'un pou de llum, i unides a altres grups d'habitacions per corredors i escales.
Entre aquestes habitacions, podem destacar el mègaron del rei i la cambra de les destrals dobles (pel símbol gravat a les parets) (plànol del palau núm. 42).
A través d'un corredor, podem arribar al mègaron de la reina (plànol del palau núm. 43), on es troben els frescs més coneguts, els dels dofins, que avui dia són reproduccions, al mur nord, i al poltró est hi ha el fresc de la dansaire. A l'oest del mègaron, es troba la sala de bany de la reina, amb una espècie de banyera d'argila, i la cambra de condícia, amb les latrines. Una porta permet l'accés a un petit pati dit de les rosques de fil, per les que hi ha gravades al mur. En una petita cambra, es troba l'estança del tresor, on es van trobar objectes de gran valor d'or, ivori, i altres metalls preciosos, i la famosa estàtua de marfil coneguda com "l'acròbata".

### Ala nord

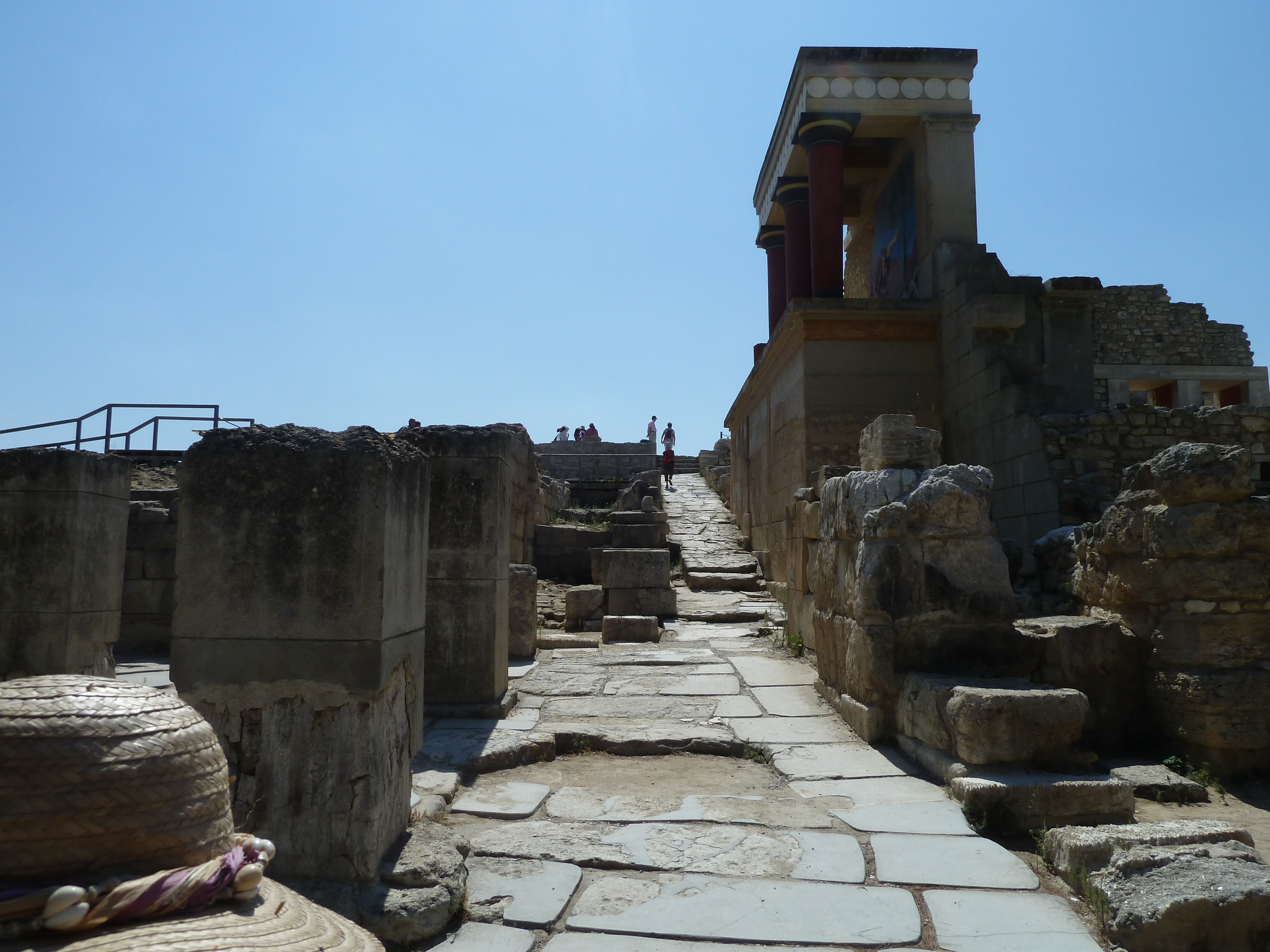
Sala hipòstila i el corredor amb galeria porticada

Pel nord, s'accedia al palau per la Via Processional, que conduïa a l'anomenada àrea teatral i des d'aquí, una vegada traspassat el propileu nord i la sala hipòstila, un corredor amb galeries porticades a ambdós costats ens conduïa al pati central. En aquests pòrtics, les pintures al fresc d'estuc representen diverses escenes de bous, de les quals ens queda l'enorme cap d'un bou vermell, responsable amb tota probabilitat de l'associació del mite del Minotaure amb aquestes ruïnes.

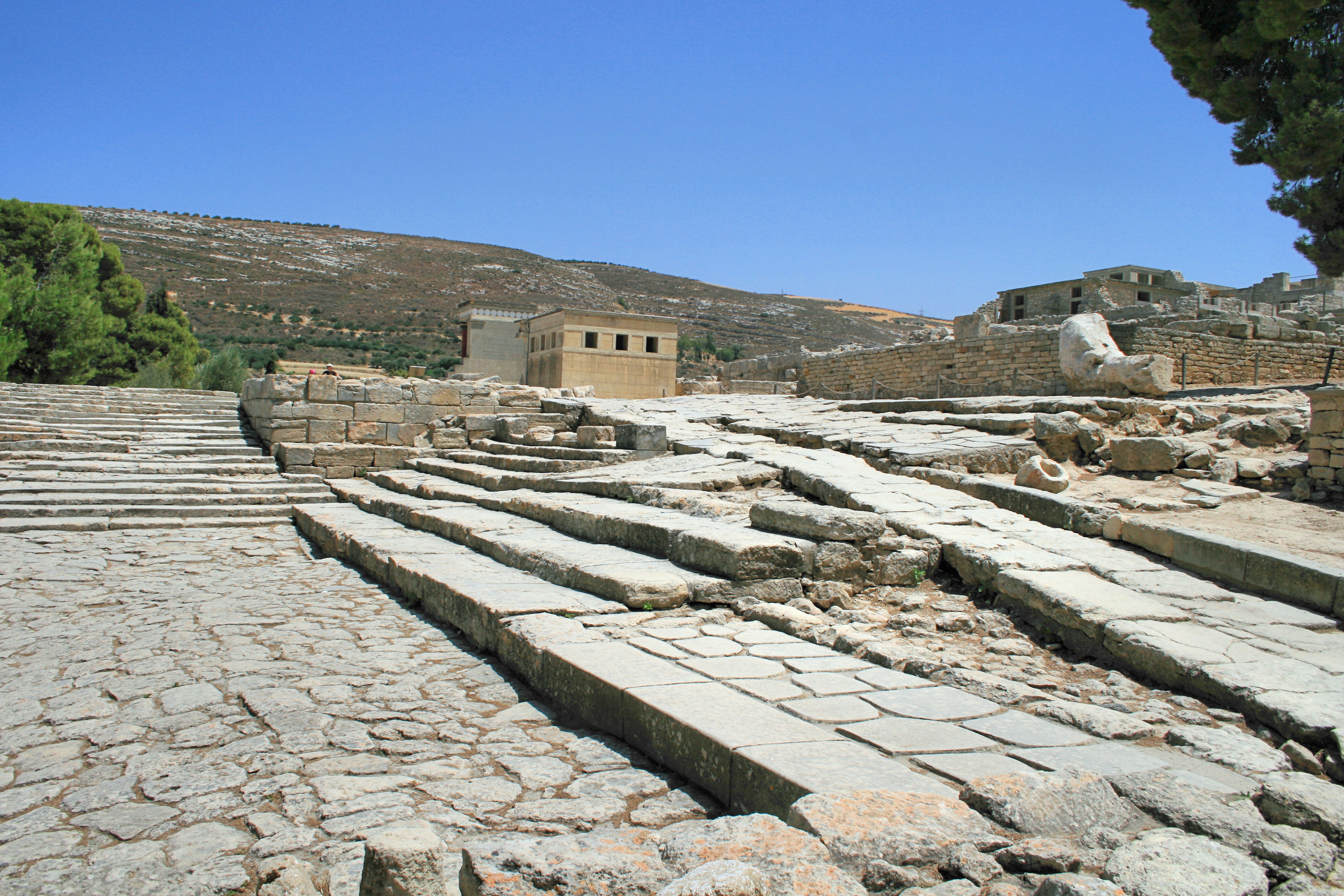
Àrea teatral

L'àrea teatral té graderies que formen una L, i que servien per a uns 500 espectadors.
A la part nord-oest, hi ha un conjunt d'edificacions d'època prèvia als palaus, on després es va construir un santuari. Al sostre del santuari, hi ha alguns frescs, entre aquests el del recollidor de safrà.